# Amenra
Amenra (рус. Аменра) — бельгийская пост-метал-группа из Кортрейка. Группа была создана вокалистом Колином Ван Экхаутом и гитаристом Матье Вандекеркхове в 1999 году из остатков группы Spineless. Потом к группе присоединились барабанщик Бёрн Лебон, гитарист Леннарт Боссю и басист Тим Де Гитер. Аменра сочетает элементы жанров дум-метал, хардкор-панк и пост-рок с экстремальными вокалами и мрачным настроением.
Группа выпустила шесть альбомов с песнями на такие темы как страдание, смерть, потеря и смирение с личными чувствами. Аменра исполняет песни на трех языках: голландском, французском, и английском. На концертах группы Аменра бывают выступления танцоров или самого вокалиста Ван Экхаута. Иногда вокалист заканчивает выступление тем, что вешает на свое тело мясные крючки и таким образом причиняет себе боль, исполняя песни Аменра. На группу оказали влияние такие группы как: Neurosis, Tool, Crowbar, ранние Converge и Bolt Thrower.

## Имя
Имя Аменра (Amenra) состоит из двух частей:
— Amen (Аминь) — христианское окончание молитв, которое значит «да будет так».
— Ra — верховный бог древнеегипетской религии и бог солнца, создавший мир.
Смесь этих двух слов объясняет мировоззрение исполнителей группы: Невозможно запланировать или предсказать все в жизни. Поэтому человек должен смириться с судьбой.

## История группы
Аменра была создана в 1999 году в западно-фламандском городе Кортрейк, Бельгия. Группу сформировали вокалист Колин Ван Экхаут, гитарист Матье Вандекеркхове и бывший басист Кристоф Монди. До создания Аменра эти трое музыкантов играли в группе Spineless, игравшей хардкор-панк. Группа Спайнлесс разошлась из-за того, что часть музыкантов хотели реализовать новый проект другого, более душевного стиля музыки, лучше выражавшего эмоции самых исполнителей. По словам самих артистов, им надоело играть ту же самую стереотипную музыку хард-кор сцены. Сразу после создания новой группы Аменра поклонники металкора сильно критиковали музыку Аменра, но несмотря на критику группа продолжала развивать собственный стиль музыки. После смерти отца вокалиста Колина Ван Экхаута, Аменра приобрел более серьезный и амбициозный характер. В 2003 году к группе присоединился Бёрн Лебон после чего вышел первый альбом Mass I.
В музыкальной карьере группы Аменра были два ключевых момента:
Первой важной вехой группы явилось выступление на маленьком фестивале Ieperfest, когда во время второй песни внезапно произошел сбой в электричестве, и группа не могла закончить выступление. Вместо того, чтобы ждать решения технической проблемы, артисты собирали свои инструменты и организовали спонтанное выступление тем же вечером на территории кемпинга фестиваля после выступлений других групп. Один нашел генератор, другой придумал рекламные проспекты и распространил их на фестивале. Вечером группа настраивала инструменты в лесу рядом с фестивальным кемпингом и начала выступление, которое пользовалось большим успехом. С этого момента члены Аменра решили, что лучше всего отклониться от обычного курса и следовать своим собственным путем, несмотря на ожидания других.
После выпуска второго альбома Mass II в 2004 году Аменра постепенно стала более популярной в родной Бельгии благодаря ее живым выступлениям. В 2005 группа выпустила третий альбом Mass III и устроила презентацию альбома в часовне в Генте. Таким образом группа привлекла к себе внимание СМИ, и благодаря тому они были приглашены на крупные фестивали в Бельгии, например Dour и Пуккельпоп. В том же году Аменра впервые отправилась в турне по США.
В 2008 Леннарт Боссю вошел в состав группы в качестве гитариста и группа выпустила четвертый альбом Mass IIII, песни которого они исполнили на Фестивалях Pukkelpop, Dour, и на Фестивале Roadburn Festival в Нидерландах. Для названия четвертого альбома артисты решили нарушить латинскую орфографию цифр и называла этот альбом Mass IIII, вместе правильного варианта IV.
В 2009 году, Аменра отправилась во второе турне по Америке с американской сладж-метал-группой Zoroaster. По возвращении домой группа выпустила первый акустический альбом Afterlife и фильм выступления и искусственного проекта Church of Ra.
Второй вехой для Аменра явился пятый альбом Mass V, выпущенный в 2012 году. Группе удалось привлечь большое внимание за рубежом и поступило предложение от Neurot Recordings записать альбом в профессиональной звукозаписывающей студии. Neurot Recordings является лейблом звукозаписи, созданным группой Neurosis, одной из первых ведущих групп в сцене пост-метала.

## Содержание песен
В интервью с нидерландским телерадиовещанием VPRO вокалист Ван Экхаут признался, что члены группы ищут вдохновение в повседневных событиях и таким путем мирятся с личными негативными эмоциями.
Важное место в текстах песен Аменра занимают метафоры о двойственности темноты и света, страдании и жертвоприношении, рождения и смерти и о сопровождающие с ней чувства обреченности и огорчения. Группа с помощью своей музыки хочет подчеркнуть, что не стоит бояться смерти, так как она неизбежна и следует из жизни. Для группы Аменра смерть — важная часть человеческого существования, и она должна быть обсуждена во время жизни любого человека. Вокалист Колин считает, что через сознание смертности человек может больше насладиться всем хорошим в жизни.

## Church of Ra
Church of Ra (рус. Церковь Ра) — коллектив музыкантов и художников, которые показывают свое искусство на выставках во Франции и Бельгии. Художники тесно связаны к Аменра, поскольку их творчество входит в состав и выставляют под именем проекта Church of Ra.
Аменра считает, что Church of Ra имеет религиозный характер, так как искусство этого коллектива задается целью отображать те же самые ощущения, которые чувствует человек во время вероисповедания. Это и следует из названий альбомов Аменра, которые начинаются с английским словом «Mass» (месса), что указывает на желание группы создать мистическую атмосферу.
Вокалист Ван Экхаут подчеркнул, что проект Church of Ra не основан ни на каких-либо религиозных законах и не имеет связи с Папой римским или другими религиозными лицами.

## Дискография

### Студийные альбомы
- Mass III (2005)
- Mass IIII (2008)
- Mass V (2012)
- Mass VI (2017)
- De Doorn (2021)

### EP
- Mass I: Prayer I—VI (2003)
- Prayers 9+10 12" (2004)
- Mass II: Sermons (2005)
- Afterlife 10" + CD (2009)
- Het Dorp / De Zotte Morgen (2020)

### Концертные альбомы
- Live (2012)
- Live II (2014)
- Alive (2016)
- Mass VI Live (2020)
- Acoustic Live (Vivid) (2020)

### Сплиты
- Vuur / Amenra 7" (2004)
- Vuur / Amenra / Gameness / Gantz CD (2004)
- Amenra / Hitch 7" (2007)
- Amenra / Hive Destruction 10" (2011)
- Amenra / The Black Heart Rebellion 12" (2011)
- Amenra / Oathbreaker 7" (2011)
- Amenra / Hessian 7" (2012)
- Amenra / Madensuyu 10" (2014)
- Amenra / VVOVNDS 12" (2014)
- Amenra / Eleanora 10" (2014)
- Amenra / Treha Sektori 10" (2014)
- Amenra / Sofie Verdoodt 7" (2015)
- Amenra / Raketkanon 7" (2017)

### Сборники
- The Cradle: Demos (2019)
- A Flood of Light: Soundtrack (2020)

### DVD
- Mass III (Hypertension Records pre-order special) (2005)
- Church of Ra (2009)
- 23.10 (2009)
- 01.06 (Fortarock 2013) (2013)
- 22.12 (Ancienne Belgique 2012) (2013)

### Книги
- Church of Ra (2008)

### Синглы и клипы
- «Nowena 9|10» (2012)
- «Boden» (2012)
- «Amonâme» (2014)
- «Charon» (2016)
- «Children of the Eye» (2017)
- «A Solitary Reign» (2017)
- «Trahn» (2020)
- «The Summoning» (with Kreng) (2020)
- «Song to the Siren» (Tim Buckley cover) (2021)
- «De Evenmens» (2021)
- «Voor Immer» (2021)
- «Day is Done» (2021) (Nick Drake cover) (2021)